# Augusta (Maine)
Augusta [ɑːˈgʌstə] ist eine City im Kennebec County des Bundesstaates Maine in den Vereinigten Staaten.
Im Jahr 2020 lebten dort 18.899 Einwohner in 9.885 Haushalten auf einer Fläche von 150,9 km². Augusta ist die Shire Town des Kennebec Countys und seit 1831 zudem die Hauptstadt des US-Bundesstaates Maine. Augusta liegt am Kennebec River.

## Geographie
Nach dem United States Census Bureau hat Augusta eine Gesamtfläche von 150,9 km², von denen 142,79 km² Land sind und 7,51 km² aus Gewässern bestehen.

### Geographische Lage
Augusta liegt am Kennebec River, der in nordsüdliche Richtung durch das Gebiet der City fließt, zentral im Kennebec County. Im Osten des Gebietes befinden sich mehrere größere Seen, wie der Togus Pond, der Little Togus Pond, der Threecornered Pond und weitere. Die Oberfläche ist eben, ohne nennenswerte Erhebungen.

### Nachbargemeinden
Alle Entfernungen sind als Luftlinien zwischen den offiziellen Koordinaten der Orte aus der Volkszählung 2010 angegeben.
- Norden: Sidney, 4,7 km
- Nordosten: Vassalboro, 10,1 km
- Osten: Windsor, 18,0 km
- Südosten: Chelsea, 2,9 km
- Südwesten: Hallowell, 9,5 km
- Westen: Manchester, 14,3 km

### Stadtgliederung
In Augusta gibt es mehrere Siedlungsgebiete: Augusta, Bolton (ehemaliger Standort eines Postamts), Coombs Mills (Coombs’ Mills), Hallowell Court House (ehemaliger Standort eines Postamts), Kennebec (ehemalige Eisenbahnstation) und North Augusta.

### Klima
Die mittlere Durchschnittstemperatur in Augusta liegt zwischen −6,1 °C (21° Fahrenheit) im Januar und 20,6 °C (69° Fahrenheit) im Juli. Damit ist der Ort gegenüber dem langjährigen Mittel der USA um etwa 6 Grad kühler. Die Schneefälle zwischen Oktober und Mai liegen mit bis zu zweieinhalb Metern mehr als doppelt so hoch wie die mittlere Schneehöhe in den USA; die tägliche Sonnenscheindauer liegt am unteren Rand des Wertespektrums der USA.

## Geschichte
Die Gegend der heutigen Stadt wurde seit 1607 durch europäische Siedler erkundet. Sie hatten ihre Basis in der nur kurzfristig bestehenden Sagadahoc oder auch Popham Colony genannten Siedlung. Erste Siedler in dem Gebiet stammten aus der Plymouth Colony. Sie errichteten um 1628 einen Handelsposten am Kennebec River, für den Handel von landwirtschaftlichen Produkten gegen Pelze mit den hier lebenden Indianern. Der Handelsposten wurde zwischen 1669 und 1676 aufgegeben.
Neben den englischen gab es im 17. und 18. Jahrhundert auch französische Einflüsse. Der Jesuitenpater Gabriel Dreuillettes besuchte im Jahr 1646 die Gegend und richtete eine Mission für die Kennebec Indianer ein. Zu dieser Zeit wurde die Bezeichnung Cushnoc (Coussinoc oder Kouissnoc) für den Handelsposten Plymouth Colony geprägt.
Fort Western wurde 1754 im Siebenjährigen Krieg in Nordamerika in Augusta, in der Nähe des vormaligen Handelspostens, zum Schutz erster Siedler errichtet. Im Amerikanischen Unabhängigkeitskrieg zog Benedict Arnold mit seinen Truppen auf ihrem Weg nach Quebeck durch Fort Westen. Das Fort lag unterhalb der Wasserfälle und diente auch als Versorgungslager für Fort Halifax. Nach dem Ende des Krieges blieb Captain James Howard, der ehemalige Kommandeur des Forts als erster permanenter Siedler vor Ort und nutzte das Hauptgebäude der Festung als Wohnsitz und Geschäft.
Im Jahr 1771 wurde das Gebiet unter dem Namen Hallowell organisiert und im Jahr 1797 wurde der nördliche Teil von Hallowell als eigenständige Town unter dem Namen Harrington organisiert. Der Name wurde am 9. Juni 1797 in Augusta geändert.
Augusta wurde 1799 zur Shire-Town des Kennebec Countys und im Jahr 1827 wurde Augusta zur Hauptstadt von Maine ernannt, welches 1820 als 23. Staat in die Union eingetreten war. Die erste Sitzung der Regierung von Maine fand im Jahr 1832 in Augusta statt. Als City wurde Augusta am 20. August 1849 organisiert.
Von 1890 bis 1932 hatte Augusta mit der Straßenbahn Augusta einen Straßenbahnbetrieb.

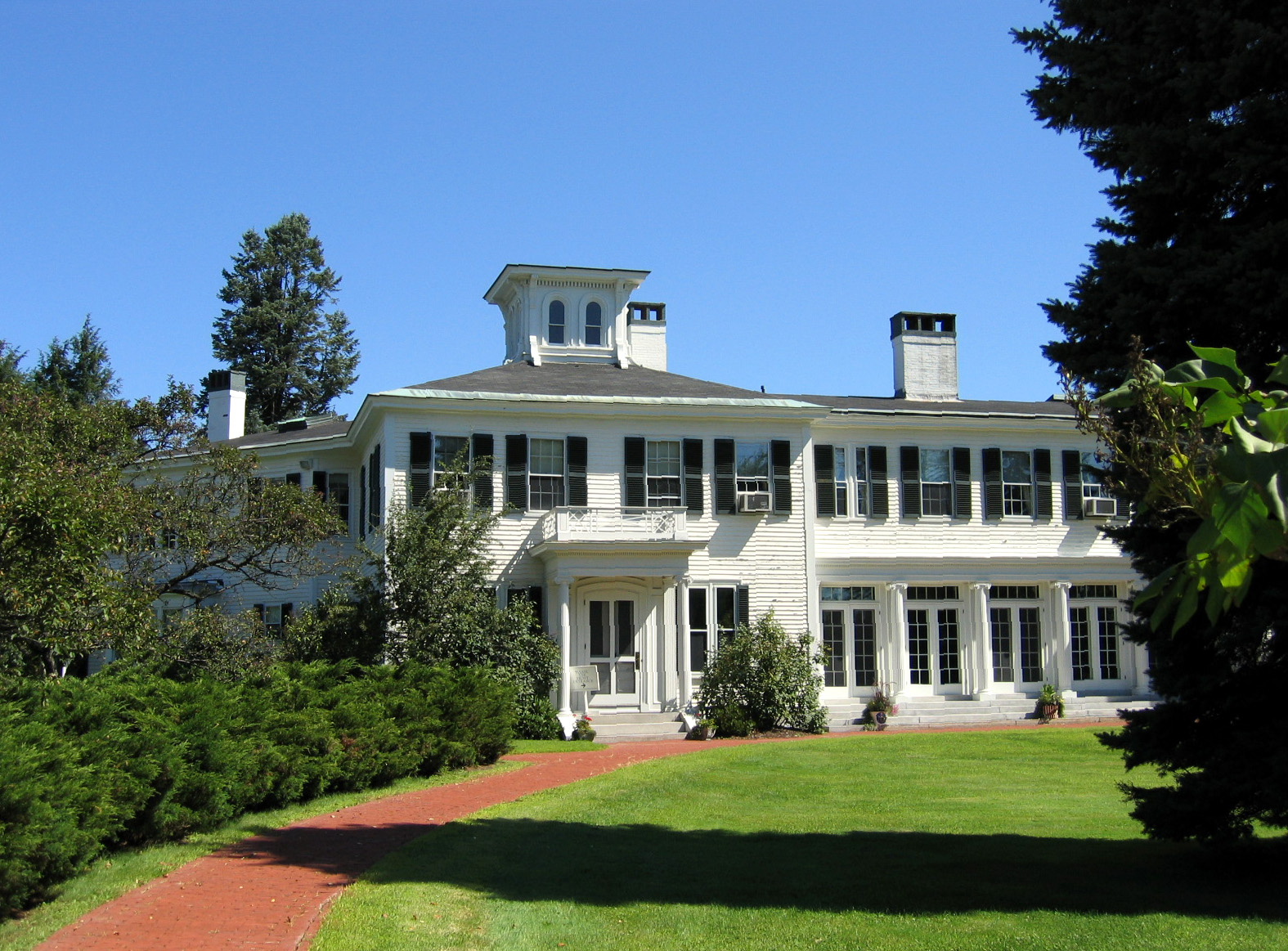
James G. Blaine House (2004)

Vier Orte in Augusta haben den Status einer National Historic Landmark, darunter das James G. Blaine House, das als Residenz des Gouverneurs dient, und das Kennebec Arsenal. 42 Bauwerke und Stätten der Stadt sind im National Register of Historic Places (NRHP) eingetragen (Stand 5. November 2018).

### Einwohnerentwicklung
| Volkszählungsergebnisse - City of Augusta, Maine | Volkszählungsergebnisse - City of Augusta, Maine | Volkszählungsergebnisse - City of Augusta, Maine | Volkszählungsergebnisse - City of Augusta, Maine | Volkszählungsergebnisse - City of Augusta, Maine | Volkszählungsergebnisse - City of Augusta, Maine | Volkszählungsergebnisse - City of Augusta, Maine | Volkszählungsergebnisse - City of Augusta, Maine | Volkszählungsergebnisse - City of Augusta, Maine | Volkszählungsergebnisse - City of Augusta, Maine | Volkszählungsergebnisse - City of Augusta, Maine |
| Jahr                                             | 1800                                             | 1810                                             | 1820                                             | 1830                                             | 1840                                             | 1850                                             | 1860                                             | 1870                                             | 1880                                             | 1890                                             |
| ------------------------------------------------ | ------------------------------------------------ | ------------------------------------------------ | ------------------------------------------------ | ------------------------------------------------ | ------------------------------------------------ | ------------------------------------------------ | ------------------------------------------------ | ------------------------------------------------ | ------------------------------------------------ | ------------------------------------------------ |
| Einwohner                                        | 1211                                             | 1805                                             | 2457                                             | 3980                                             | 5314                                             | 8225                                             | 7609                                             | 7808                                             | 8665                                             | 10527                                            |
| Jahr                                             | 1900                                             | 1910                                             | 1920                                             | 1930                                             | 1940                                             | 1950                                             | 1960                                             | 1970                                             | 1980                                             | 1990                                             |
| Einwohner                                        | 11683                                            | 13211                                            | 14114                                            | 17198                                            | 19360                                            | 20913                                            | 21680                                            | 21945                                            | 21819                                            | 21325                                            |
| Jahr                                             | 2000                                             | 2010                                             | 2020                                             | 2030                                             | 2040                                             | 2050                                             | 2060                                             | 2070                                             | 2080                                             | 2090                                             |
| Einwohner                                        | 18560                                            | 19136                                            | 18899                                            |                                                  |                                                  |                                                  |                                                  |                                                  |                                                  |                                                  |

## Politik

### Gemeinderat
Der Stadtrat (City Council) besteht aus acht Mitgliedern, jeweils ein Mitglied vertritt einen der vier Bezirke der Stadt und vier weiteren Mitgliedern. Sie haben eine Amtszeit von drei Jahren und können nur in dieser Position in drei aufeinanderfolgenden Amtszeiten dienen.

### Bürgermeister
Bürgermeister von Augusta ist Mark O’Brien (Stand Dezember 2024).

## Kultur und Sehenswürdigkeiten

### Museen
Das Maine State Museum ist das offizielle Museum des Bundesstaates Maine. Es befindet sich neben dem Maine State House. Die Sammlungen konzentrieren sich auf die Vorgeschichte, Geschichte und Naturwissenschaften des Staates.
Ein weiteres Museum ist das Children’s Discovery Museum welches Ausstellungen und Aktivitäten anbietet, die die Entwicklungsfähigkeiten von Kindern fördern, einschließlich sozialer, kognitiver, Problemlösungs- und Peer-Interaktion.
Das Maine Military Historical Society Museum ist ein Militär- und Luftfahrtmuseum in Augusta.

### Bauwerke
Eine Reihe von Distrikten und Gebäuden in Augusta wurden unter Denkmalschutz gestellt und ins National Register of Historic Places eingetragen.

### Parks
Als sehenswert gilt der botanische Garten Viles Arboretum, früher auch Pine Tree State Arboretum genannt, mit einer Fläche von 90,6 Hektar.

## Wirtschaft und Infrastruktur
In Augusta ist die Papier-, Stahl-, Nahrungsmittel- und Computerindustrie beheimatet.

### Verkehr
Die Interstate 95 verläuft in nordsüdlicher Richtung durch Augusta am westlichen Ufer des Kennebec Rivers. Am östlichen Ufer verläuft ebenfalls in nordsüdlicher Richtung der U.S. Highway 201 in nordsüdlicher Richtung. Der U.S. Highway 202 kreuzt beide Straßen und verläuft in westöstlicher Richtung. Mehrere Maine State Routes treffen sich im Zentrum von Augusta.
Im Westen von Augusta, nahe der Interstate liegt der Augusta State Airport. Er trägt den IATA-Code AUG.
Durch die Maine Eastern Railroad ist Augusta an das Güternetz angebunden.

### Medien
Das Kennebec Journal ist die Tageszeitung für Augusta und die Umgebung.
Mehrere Radiostationen sind in Augusta angesiedelt, zudem ist der Fernsehsender WCBB channel 10 der örtliche Sender des Maine Public Broadcasting Networks.

### Öffentliche Einrichtungen
Es gibt mehrere medizinische Einrichtungen und Krankenhäuser in Augusta, die auch den Bewohnern der benachbarten Towns zur Verfügung stehen.
Drei öffentliche Bibliotheken befinden sich in Augusta, die Maine State Library  in der State House Station, die Lithgow Library in der Winthrop Street und die Bibliothek der University of Maine in Augusta.

### Bildung
Für die Schulbildung in Augusta ist das Augusta School Department zuständig.
Folgende Schulen befinden sich in Augusta:
- Lincoln School, mit Schulklassen von Kindergarten bis zum 6. Schuljahr
- Lillian P. Hussey Elementary School, mit Schulklassen von Kindergarten bis zum 6. Schuljahr
- Sylvio Gilbert Elementary School, mit Schulklassen von Pre-Kindergarten bis zum 6. Schuljahr
- Farrington Elementary School, mit Schulklassen von Kindergarten bis zum 6. Schuljahr
- Cony High School, mit Schulklassen vom 7. bis 12. Schuljahr.

Die private, katholische St. Michael School bietet Schulklassen von Pre-Kindergarten bis zum 8. Schuljahr.
In Augusta befindet sich die University of Maine at Augusta.

## Persönlichkeiten

### Söhne und Töchter der Stadt
- Daniel Williams (1795–1870), Treasurer von Maine
- Richard H. Vose (1803–1864), Gouverneur von Maine
- Samuel Cony (1811–1870), Gouverneur von Maine
- William B. Hartwell (1814–1849), Secretary of State of Maine
- Joseph Williams (1814–1896), Gouverneur von Maine
- John F. Potter (1817–1899), Mitglied des US-Repräsentantenhauses für Wisconsin
- George W. Ladd (1818–1892), Mitglied des US-Repräsentantenhauses für Maine
- Melville W. Fuller (1833–1910), Oberster Bundesrichter von 1888 bis 1910
- Orville D. Baker  (1847–1908), Politiker und Maine Attorney General
- Frank H. Foss (1865–1947), Politiker
- W. Herbert Dunton (1878–1936), Maler und Illustrator
- Willard G. Wyman (1898–1969), Vier-Sterne-General der United States Army
- Norman A. Lebel (1931–2003), Chemiker
- Olympia Snowe (* 1947), Senatorin des Bundesstaates Maine
- Joseph Anthony Farrell (* 1955), Altphilologe
- Rachel Nichols (* 1980), Schauspielerin
- Julia Clukey (* 1985), Rennrodlerin

### Persönlichkeiten, die vor Ort gewirkt haben
- Samuel E. Smith (1788–1860), Gouverneur von Maine, machte Augusta zur Hauptstadt von Maine
- Frederick W. Plaisted (1865–1943), Gouverneur von Maine und Bürgermeister von Augusta
- Charles P. Nelson (1907–1962), Politiker und Bürgermeister von Augusta